# Айкашен
Айкашен (вірм. Հայկաշեն) — село в марзі Армавір, на заході Вірменії. Село розташоване на залізниці Масіс — Армавір, за 11 км на південь від міста Вагаршапата, за 2 км на південь від села Гай та за 2 км на схід від села Мецамор.